# Марикопа (Аризона)
Марикопа (енгл. Maricopa) град је у америчкој савезној држави Аризона. По попису становништва из 2010. у њему је живело 43.482 становника.

## Демографија
Према попису становништва из 2010. у граду је живело 43.482 становника, што је 42.442 (4081%) становника више него 2000. године.
| Група             | 2000.       | 2010.          |
| Белци             | 217 (20,9%) | 25.084 (57,7%) |
| Афроамериканци    | 32 (3,1%)   | 4.206 (9,7%)   |
| Азијати           | 0 (0,0%)    | 1.800 (4,1%)   |
| Хиспаноамериканци | 732 (70,4%) | 10.617 (24,4%) |
| Укупно            | 1.040       | 43.482         |